# Аркадия (гостиница)
«Аркадия» — туристическая гостиница, располагающаяся в курортном районе Одессы Аркадия.

## История
В 1967 году возле парка «Аркадия» была воздвигнута одноимённая гостиница. В гостинице было размещено 295 одно- и двухместных номера рассчитанных на 530 мест, которые были полностью телефонизированы и радиофицированы. Пятиэтажное здание было одним из первых крупнопанельных сооружений города. К услугам проживающих функционировали: ресторан, бар, буфеты, парикмахерская, химчистка, киоски («Союзпечать», «Сувенир», аптека, почта).
После 1991 года гостиница неоднократно меняла собственников. Сначала она была приватизирована и перешла из государственной в частную собственность, затем гостиничным комплексом стало управлять акционерное общество. Последняя смена собственника произошла в 2013 году, когда акции киевской управляющей организации были выкуплены частным лицом.
В конце 2012 года по заказу новых владельцев гостиницы «Аркадия» была обрезана крона с деревьев сквера, а также вырублена часть зелёных насаждений. По словам специалистов, для восстановления парка понадобилось бы от 5 до 7 лет. Владельцев обязали восстановить сквер в первоначальном виде, что оценивается в более чем 1 миллион гривен.
В 2017 году в здании гостиницы произошёл пожар. Возгорание произошло в гостиничном номере на 4-м этаже пятиэтажного здания. В результате инцидента пострадавших не было, 18 проживающих на 4 и 5 этажах были эвакуированы.